# Сполии
Сполии (лат. spolia) — элементы декора, особенно колонны, которые в поздней античности и раннем Средневековье выламывались из древних сооружений (как правило, языческих храмов) и использовались при строительстве новых зданий (как правило, храмов христианских).
Использование сполий не только экономило время и финансы, но и компенсировало недостаточную опытность каменотёсов раннего Средневековья. Например, колоннада перед церковью Санта-Мария-ин-Трастевере перенесена из терм Каракаллы, в капелле Карла Великого использованы древнеримские порфировые колонны, а колонны для строительства Софии константинопольской привезены из храмов Эфеса и Баальбека. Характерный пример строительства из сполий — храм Клитунно. 
Сполии также активно использовались в исламской архитектуре (например, в Меските), а в Европе — иногда также и в более позднее время.